# San Pierre
San Pierre is een plaats (census-designated place) in de Amerikaanse staat Indiana, en valt bestuurlijk gezien onder Starke County.

## Demografie
Bij de volkstelling in 2000 werd het aantal inwoners vastgesteld op 156.

## Geografie
Volgens het United States Census Bureau beslaat de plaats een oppervlakte van
0,4 km², geheel bestaande uit land. San Pierre ligt op ongeveer 213 m boven zeeniveau.

## Plaatsen in de nabije omgeving
De onderstaande figuur toont nabijgelegen plaatsen in een straal van 20 km rond San Pierre.